# Miss Mondo 2012
Miss Mondo 2012 è stata la sessantaduesima edizione del concorso di bellezza Miss Mondo, e si è svolto il 18 agosto 2012 presso il Dongsheng Fitness Center Stadium, ad Ordos City, nella Mongolia Interna, Cina. Centosedici concorrenti provenienti da tutto il mondo hanno gareggiato per la corona, che alla fine è passata dalle mani della detentrice del titolo uscente, Ivian Sarcos del Venezuela a Yu Wenxia della Cina.

## Risultati

### Risultati finali
| Risultato finale        | Concorrente |
| ----------------------- | --- |
| Miss Mondo 2012         | - Cina – Yu Wenxia |
| 2ª classificata         | - Galles – Sophie Moulds |
| 3ª classificata         | - Australia – Jessica Kahawaty |
| Top 7 Finaliste         | - Brasile – Mariana Notarangelo - Giamaica – Deanna Robins - India – Vanya Mishra - Sudan del Sud – Atong Demach |
| Top 15 Semifinaliste    | - Filippine – Queenierich Rehman - Indonesia – Ines Putri Tjiptadi Chandra - Inghilterra - Charlotte Holmes - Kenya – Shamim Nabil - Messico – Mariana Berumen - Paesi Bassi – Nathalie den Dekker - Spagna – Aránzazu Estévez - Stati Uniti – Claudine Book |
| Top 30 Quarti di finale | - Colombia - Barbara Turbay - Danimarca – Iris Thomsen - Guadalupa – Brigitte Golabkan - Guam – Jeneva Bosko - Guatemala – Monique Aparicio - Irlanda del Nord – Tiffany Brien - Israele – Shani Hazan - Kazakistan – Evgeniya Klishina - Nepal – Shristi Shrestha - Nigeria – Damiete Charles-Granville - Panama – Maricely González - Porto Rico – Janelee Chaparro - Portogallo – Melanie Vicente - Rep. Dominicana – Sally Aponte Tejada - Svezia – Sanna Jinnedal |

### Regine continentali
| Continente     | Concorrente                        |
| -------------- | ---------------------------------- |
| Africa         | - Sudan del Sud – Atong Demach     |
| Americhe       | - Paraguay – Fiorella Migliore     |
| Asia e Oceania | - Cina – Yu Wenxia                 |
| Caraibi        | - Giamaica – Deanna Robins         |
| Europa         | - Galles – Sophie Elizabeth Moulds |

## Fast Tracks

### Eventi speciali

#### Beach Fashion
Le concorrenti qualificate per il titolo di Beach Fashion 2012 sono state annunciate il 2 agosto dopo una presentazione tenuta presso il Seven Star Lake Resort. La vincitrice è stata annunciata durante la finale del 18 agosto.
| Risultato finale | Concorrente |
| ---------------- | --- |
| Vincitrice       | - Galles – Sophie Moulds |
| Top 10           | - Australia – Jessica Kahawaty - Brasile – Mariana Notarangelo - Cina – Yu Wenxia - Colombia – Barbara Turbay - Guadalupa – Brigitte Golabkan - Irlanda del Nord - Tiffany Brien - Nepal - Shristi Shrestha - Nigeria – Damiete Charles-Granville - Rep. Ceca – Linda Bartošová |
| Top 40           | - Argentina – Josefina Herrero - Cipro - Georgia Georgiou - Figi - Koini Vakaloloma - Filippine – Quenierich Rehman - Galles – Sophie Moulds - Giamaica - Deanna Robins - Giappone - Nozomi Igarashi - Guatemala - Monique Aparicio - Guinea Equatoriale - Jennifer Rivero Ilende - Hong Kong - Kelly Cheung - India - Vanya Mishra - Indonesia - Ines Putri Tjiptadi Chandra - Israele - Shani Hazan - Italia - Jessica Bellinghieri - Kazakistan - Evgeniya Klishina - Kenya - Shamim Nabil - Lettonia - Anastasija Skibunova - Martinica - Andy Govindin - Messico - Mariana Berumen - Mongolia - Bayarmaa Huselbaatar - Paesi Bassi - Nathalie den Dekker - Polonia – Weronika Szmajdzińska - Porto Rico – Janelee Chaparro - Portogallo - Melanie Vicente - Spagna – Aránzazu Estévez - Sudafrica - Remona Moodley - Sudan del Sud – Atong Demach - Svezia – Sanna Jinnedal - Trinidad e Tobago – Athaliah Samuel - Ucraina – Karina Zhyronkina - Vietnam - Vũ Thị Hoàng My |

#### Performing Talent
Le concorrenti qualificate per il titolo di Miss World Talent 2012 sono state annunciate il 21 luglio. Il 4 agosto sono state scelte le 16 semifinaliste e durante la finale dell'8 agosto sono state selezionale le 5 finaliste. La vincitrice è stata annunciata durante la finale del 18 agosto.
| Risultato finale | Concorrente |
| ---------------- | --- |
| Vincitrice       | - Cina – Yu Wenxia |
| Top 5            | - Filippine – Queenierich Rehman - Giamaica – Deanna Robins - Norvegia – Karoline Olsen - Panama – Maricely González |
| Top 16           | - Brasile – Mariana Notarangelo - Curaçao – Stephanie Rose Chang - Danimarca – Iris Thomsen - Isole Vergini Americane – Taiesa Lashley - Kazakistan – Evgeniya Klishina - Lettonia – Anastasija Skibunova - Macao – Winnie Sin - Mongolia – Bayarmaa Huselbaatar - Paraguay – Fiorella Migliore - Saint Kitts e Nevis – Markysa O'Loughlin - Sierra Leone – Vanessa Williams |
| Top 25           | - Australia – Jessica Kahawaty - Bahamas – Daronique Young - Bermuda – Rochelle Minors - Finlandia – Sabina Särkkä - Israele – Shani Hazan - Italia – Jessica Bellinghieri - Rep. Ceca – Linda Bartošová - Rep. Dominicana – Sally Aponte Tejada - Stati Uniti – Claudine Book                                                                                               |

#### Sports & Fitness
Le concorrenti qualificate per il titolo di Miss World Sports & Fitness 2012 sono state annunciate il 9 agosto, dopo dei provini tenuti il 7 agosto. Sono state scelte le 24 semifinaliste divise in quattro gruppi da sei che hanno gareggiato fra loro presso l'Ordos Stadium il 9 e 10 agosto in sei discipline sportive: corsa a navetta, salto in lungo, calci di rigore, corsa di 100 metri, staffetta e nuoto.
| Risultato finale | Concorrente |
| ---------------- | --- |
| Vincitrice       | - Svezia – Sanna Jinnedal |
| Gruppo 1         | - Austria – Amina Dagi - Barbados – Marielle Eoen Wilkie - Colombia – Barbara Turbay - Irlanda del Nord – Tiffani Brien - Macao – Winnie Sin - Scozia – Nicole Treacy                          |
| Gruppo 2         | - Germania – Martina Ivezaj - Giamaica – Deanna Robins - Rep. Dominicana – Saly Aponte Tejada - Slovenia – Nives Orešnik - Svezia – Sanna Jinnedal - Ungheria – Tamara Cserhati                |
| Gruppo 3         | - Guyana – Arti Cameron - Kazakistan – Evgeniya Klishina - Messico – Mariana Berumen Reynoso - Paraguay – Fiorella Migliore Llanes - Portogallo – Melanie Vicente - Singapore – Karisa Sukamto |
| Gruppo 4         | - Australia – Jessica Kahawaty - Guam – Jeneva Bosko - Inghilterra – Charlotte Holmes - Paesi Bassi – Nathalie den Dekker - Turchia – Acalya Samyeli Danoglu - Uganda – Phiona Bizzu           |

| Evento sportivo     | Vincitrice (Gruppo/Concorrente) |
| ------------------- | --- |
| Corsa a navetta     | Gruppo 1 - Austria – Amina Dagi - Barbados – Marielle Eoen Wilkie - Colombia – Barbara Turbay - Irlanda del Nord – Tiffani Brien - Macao – Winnie Sin - Scozia – Nicole Treacy           |
| Salto in lungo      | - Inghilterra – Charlotte Holmes (1ª) - Svezia – Sanna Jinnedal (2ª) - Irlanda del Nord – Tiffani Brien (3ª)                                                                             |
| Calci di rigore     | - Svezia – Sanna Jinnedal (pari) - Uganda – Phiona Bizzu (pari) |
| Corsa dei 100 metri | - Scozia – Nicole Treacy |
| Staffetta           | Gruppo 2 - Germania – Martina Ivezaj - Giamaica – Deanna Robins - Rep. Dominicana – Saly Aponte Tejada - Slovenia – Nives Orešnik - Svezia – Sanna Jinnedal - Ungheria – Tamara Cserhati |
| Nuoto               | - Portogallo – Melanie Vicente (1ª) - Barbados – Marielle Eoen Wilkie (2ª) - Macao – Winnie Sin (3ª)                                                                                     |

#### Top Model
Le concorrenti qualificate per il titolo di Miss World Top Model 2012 sono state annunciate il 23 luglio. Sono state selezionate quarantasette semifinaliste che avrebbero partecipato alla finale dell'evento il 12 agosto. La finale tenuta presso l'Erdos 1436 Fashion House ha visto le modelle sfilare con gli abiti della collezione Erdos 1436. Le dieci finaliste sono state annunciate il 18 agosto.
| Risultato finale | Concorrente |
| ---------------- | --- |
| Vincitrice       | - Sudan del Sud – Atong Demach |
| 2ª classificata  | - Polonia – Weronika Szmajdzińska |
| 3ª classificata  | - Messico – Mariana Berumen |
| Top 10           | - Australia – Jessica Kahawaty - Belize – Chantae Chanice Guy - Brasile – Mariana Notarangelo - Cile – Camila Recabarren - Cina – Yu Wenxia - Giamaica – Deanna Robins - Spagna – Aránzazu Estévez |
| Top 47           | - Angola – Edmilza dos Santos - Argentina – Josefina Herrero - Austria – Amina Dagi - Bahamas – Daronique Young - Bermuda – Rochelle Minors - Bosnia ed Erzegovina – Fikreta Husić - Bulgaria – Gabriela Vasileva - Colombia – Barbara Turbay - Costa d'Avorio – Hélène-Valerie Djouka - Danimarca – Iris Thomsen - Filippine – Queenierich Rehman - Gabon – Marie-Noëlle Ada - Galles – Sophie Moulds - Giappone – Nozomi Igarashi - Guadalupa – Brigitte Golabkan - Guatemala – Monique Aparicio - Hong Kong – Kelly Cheung - India – Vanya Mishra - Inghilterra – Charlotte Holmes - Irlanda – Rebecca Maguire - Israele – Shani Hazan - Kazakistan – Evgeniya Klishina - Kenya – Shamim Nabil - Lituania – Rasa Vereniūtė - Mongolia – Bayarmaa Huselbaatar - Nigeria – Damiete Charles-Granville - Porto Rico – Janelee Chaparro - Slovacchia – Kristína Krajčírová - Sri Lanka – Sumudu Prasadini - Suriname – Stefanie Grace Gentle - Svezia – Sanna Jinnedal - Thailandia – Vanessa Herrmann - Trinidad e Tobago – Athaliah Samuel - Turchia – Açalya Samyeli Danoğlu - Ucraina – Karina Zhyronkina - Venezuela – Gabriella Ferrari |
| Top 56           | - Belgio – Laura Beyne - Francia – Delphine Wespiser - Indonesia – Ines Putri Tjiptadi Chandra - Libano – Sonia-Lynn Gabriel - Malta – Daniela Darmanin - Rep. Dominicana – Saly Aponte Tejada - Seychelles – Sherlyn Ferneau - Stati Uniti – Claudine Book - Sudafrica – Remona Moodley - Tanzania – Lisa Jensen |

#### Beauty With A Purpose
La vincitrice del titolo di Miss World Beauty With A Purpose è stata annunciata durante la serata finale del 18 agosto.
| Risultato finale | Concorrente |
| ---------------- | --- |
| Vincitrice       | - India – Vanya Mishra |
| 2ª classificata  | - Australia – Jessica Kahawaty |
| 3ª classificata  | - Stati Uniti – Claudine Book |
| 4ª classificata  | - Indonesia – Ines Putri Tjiptadi Chandra |
| 5ª classificata  | - Kenya – Shamim Nabil |
| Top 10           | - Galles – Sophie Moulds - Giamaica – Deanna Robins - Guatemala – Monique Aparicio - Inghilterra – Charlotte Holmes - Messico – Mariana Berumen |

#### Multimedia Award
| Risultato finale | Concorrente |
| ---------------- | --- |
| Vincitrice       | - India – Vanya Mishra |
| 2ª classificata  | - Messico – Mariana Berumen |
| Top 10           | - Bermuda – Rochelle Minors - Hong Kong - Kelly Cheung - Nepal – Shristi Shrestha - Paesi Bassi – Nathalie den Dekker - Rep. Dominicana – Sally Aponte Tejada - Singapore – Karisa Sukamto - Tanzania – Lisa Jensen - Thailandia – Vanessa Herrmann |

### Titoli speciali

#### World Fashion Designer Dress
| Risultato finale | Concorrente |
| ---------------- | --- |
| Top 10           | - Bahamas – Daronique Young - Barbados – Marielle Wilkie - Bolivia – Mariana Garcia - Filippine – Queenierich Rehman - Perù – Giuliana Zevallos - Porto Rico – Janelee Chaparro - Spagna – Aránzazu Estévez - Svezia – Sanna Jinnedal - Ucraina – Karina Zhyronkina - Ungheria – Tamara Cserháti |

## Presentatori
- Myleene Klass
- Jason Cook
- Lily Lu
- Nai Ri Mutu
- Steve Douglas
- Steve Jones (Commento)

## Ospiti
- Huhehaote Youth Horse Cello Troupe
- Rodrick Dixon

## Giudici
- Julia Morley
- Mike Dixon
- Andrew Minarik
- Stan Reynolds
- Jodie Reynolds
- Chief Mandela
- Zilin Zhang
- Jane Wang
- Alfreda Burke
- Shenjian Hong

## Programma
- 18-21 luglio: Le concorrenti arrivano ad Ordos, dove risiederanno presso il Crowne Plaza Hotel.
- 18-23 luglio: Le concorrenti preparano le coreografie per la cerimonia e registrano i filmati di presentazione.
- 24 luglio: Cerimonia di apertura di Miss Mondo 2012 Opening Ceremony e cena di benvenuto presso il Dongsheng Fitness Center Stadium
- 25 luglio: Ordos - Shanghai (volo mattutino), visita e cena presso il Huangpu River Cruise (Shanghai)
- 26 luglio: Visita agli Yu Garden, te presso il Royal Meridien Hotel Shanghai, presentazione delle concorrenti presso il Century Square, World Fashion Designer Award (Shanghai)
- 27 luglio: Visita al Pearl TV Tower (Shanghai) - Visita a Bosideng (Changshu)
- 28 luglio: Visita a Shajiabang, Tourism Presentation & banchetto di benvenuto (Changshu)
- 29 luglio: Visita a Ornamental Water Garden & Shang Lake, cena di beneficenza al Tianming Grand Hotel (Changshu)
- 30 luglio: Changshu - Ordos, cena di benvenuto al Dongda Holiday Hotel, Dalate Qi
- 31 luglio: Visita al deserto di Xiangshawan, filmati in costume da bagno presso il Singing Dunes
- 1º agosto: Cena di beneficenza presso dell'Elion Foundation Charity Dinner presso il Seven Star Lakes Desert Hotel
- 2 agosto: Servizio fotografico in costume da bagno presso il Seven Star Lakes Desert Hotel, visita al Engebei Museum & Half Moon Lake
- 3 agosto: Festa del falò
- 4 agosto: Presentazione di Miss World Beach Fashion, visita al Donglian Picture and Animation Studios ed al museo dell'agricoltura di Ordos
- 5 agosto: Visita al mausoleo di Genghis Khan, visita al Subohan Prairie
- 6 agosto: Spettacolo musicale presso il Mother Park, Yijinhuoluo & Wangfu Road Community, visita al Nadaam Court & Ajinai Park
- 7 agosto: Prove, provini per Miss World Sports
- 8 agosto: Prove, Finale di Miss World Talent presso l'Ordos Theatre
- 9 agosto: Interviste, Finale di Miss World Sports primo giorno, presso l'Ordos Stadium
- 10 agosto: Finale di Miss World Sports secondo giorno, presso l'Ordos Stadium
- 11 agosto: Visita al negozio Erdos 1436 per beneficenza, prove per Top Model
- 12 agosto: Visita al Kangbashi Square, Finale di Miss World Top Model presso l'Erdos 1436 Fashion House, Market Square
- 13 agosto: Prove
- 14 agosto: Prove, cena di beneficenza
- 15 agosto: Prove, Festa di Natale di Miss Mondo e cena di famiglia
- 5-17 agosto: Prove per la finale di Miss Mondo presso il Dongsheng Fitness Center Stadium
- 18 agosto: Finale di Miss Mondo (dalle 19:30 alle 22:00 orario locale) presso il Dongsheng Fitness Center Stadium, Coronation Ball
- 19 agosto: Le concorrenti lasciano Ordos

## Concorrenti
| Nazione/Territorio      | Concorrente                 | Età | Altezza | Città               |
| ----------------------- | --------------------------- | --- | ------- | ------------------- |
| Albania                 | Floriana Garo               | 25  | 1.80    | Durazzo             |
| Angola                  | Edmilza dos Santos          | 21  | 1.72    | Malanje             |
| Argentina               | Josefina Herrero            | 17  | 1.78    | Mercedes            |
| Aruba                   | Lucianette Verhoeks         | 19  | 1.75    | Oranjestad          |
| Australia               | Jessica Kahawaty            | 23  | 1.75    | Sydney              |
| Austria                 | Amina Dagi                  | 17  | 1.73    | Bregenz             |
| Bahamas                 | Daronique Young             | 22  | 1.73    | Nassau              |
| Barbados                | Marielle Wilkie             | 21  | 1.80    | Bridgetown          |
| Belgio                  | Laura Beyne                 | 19  | 1.72    | Bruxelles           |
| Belize                  | Chantae Chanice Guy         | 20  | 1.78    | Belmopan            |
| Bermuda                 | Rochelle Minors             | 22  | 1.73    | Hamilton            |
| Bielorussia             | Julia Skalkovich            | 20  | 1.78    | Baranavičy          |
| Bolivia                 | Mariana Garcia              | 23  | 1.73    | La Paz              |
| Bonaire                 | Ana Gisel Maciel            | 19  | 1.68    | Kralendijk          |
| Bosnia ed Erzegovina    | Fikreta Husić               | 22  | 1.79    | Brčko               |
| Botswana                | Tapiwa Anna-Marie Preston   | 19  | 1.74    | Gaborone            |
| Brasile                 | Mariana Notarangelo         | 22  | 1.74    | Duque de Caxias     |
| Bulgaria                | Gabriela Vasileva           | 20  | 1.79    | Byala Slatina       |
| Canada                  | Tara Teng                   | 23  | 1.63    | Fort Langley        |
| Cile                    | Camila Recabarren           | 21  | 1.83    | La Serena           |
| Cina                    | Yu Wenxia                   | 23  | 1.75    | Shangzhi            |
| Cipro                   | Georgia Georgiou            | 21  | 1.74    | Limassol            |
| Colombia                | Barbara Turbay              | 20  | 1.80    | Bogotà              |
| Corea del Sud           | Kim Sung-min                | 23  | 1.72    | Seul                |
| Costa Rica              | Silvana Sánchez             | 23  | 1.80    | Palmares            |
| Costa d'Avorio          | Hélène-Valerie Djouka       | 18  | 1.70    | Divo                |
| Croazia                 | Maja Nikolić                | 21  | 1.75    | Zagabria            |
| Curaçao                 | Stephanie Rose Chang        | 20  | 1.70    | Willemstad          |
| Danimarca               | Iris Thomsen                | 25  | 1.80    | Østerbro            |
| Ecuador                 | Cipriana Correia            | 21  | 1.77    | Esmeraldas          |
| El Salvador             | Maria Luisa Vicuña          | 18  | 1.72    | Sonsonate           |
| Etiopia                 | Melkam Endale]              | 21  | 1.73    | Addis Abeba         |
| Figi                    | Koini Vakaloloma            | 24  | 1.73    | Lautoka             |
| Filippine               | Queenierich Rehman          | 24  | 1.76    | Las Piñas           |
| Finlandia               | Sabina Särkkä               | 23  | 1.78    | Helsinki            |
| Francia                 | Delphine Wespiser           | 20  | 1.74    | Magstatt-le-Bas     |
| Gabon                   | Marie-Noëlle Ada            | 22  | 1.70    | Mouila              |
| Galles                  | Sophie Moulds               | 19  | 1.78    | Ferndale            |
| Georgia                 | Salome Khomeriki            | 20  | 1.79    | Tbilisi             |
| Germania                | Martina Ivezaj              | 23  | 1.71    | Monaco di Baviera   |
| Giamaica                | Deanna Robins               | 21  | 1.78    | Kingston            |
| Giappone                | Nozomi Igarashi             | 24  | 1.77    | Yamagata            |
| Gibilterra              | Jessica Baldachino          | 24  | 1.83    | Gibilterra          |
| Grecia                  | Maria Tsagkaraki            | 23  | 1.76    | Creta               |
| Guadalupa               | Brigitte Golabkan           | 18  | 1.73    | Le Moule            |
| Guam                    | Jeneva Bosko                | 19  | 1.73    | Chalan Pago         |
| Guatemala               | Monique Aparicio            | 21  | 1.80    | Quetzaltenango      |
| Guinea Equatoriale      | Jennifer Riveiro Ilende     | 20  | 1.80    | Malabo              |
| Guyana                  | Arti Cameron                | 23  | 1.65    | Georgetown          |
| Honduras                | Jennifer Valle              | 17  | 1.74    | Santa Rosa de Copán |
| Hong Kong               | Kelly Cheung                | 21  | 1.75    | Hong Kong           |
| India                   | Vanya Mishra                | 20  | 1.73    | Jalandhar           |
| Indonesia               | Ines Putri Tjiptadi Chandra | 22  | 1.68    | Denpasar            |
| Inghilterra             | Charlotte Holmes            | 23  | 1.75    | Plymouth            |
| Irlanda                 | Rebecca Maguire             | 20  | 1.79    | Dublino             |
| Irlanda del Nord        | Tiffany Brien               | 21  | 1.72    | Belfast             |
| Islanda                 | Iris Telma Jónsdóttir       | 21  | 1.67    | Reykjavík           |
| Isole Vergini Americane | Taiesa Lashley              | 24  | 1.63    | Saint Thomas        |
| Israele                 | Shani Hazan                 | 19  | 1.82    | Kiryat Ata          |
| Italia                  | Jessica Bellinghieri        | 23  | 1.75    | Messina             |
| Kazakistan              | Evgeniya Klishina           | 25  | 1.75    | Astana              |
| Kenya                   | Shamim Nabil                | 18  | 1.70    | Mombasa             |
| Lettonia                | Anastasija Skibunova        | 23  | 1.76    | Riga                |
| Libano                  | Sonia-Lynn Gabriel          | 20  | 1.76    | Mont-Liban          |
| Lituania                | Rasa Vereniūtė              | 20  | 1.74    | Vilnius             |
| Macao                   | Winnie Sin                  | 25  | 1.70    | Macao               |
| Macedonia               | Aneta Stojkoska             | 19  | 1.80    | Skopje              |
| Malawi                  | Susan Mtegha                | 24  | 1.67    | Mzuzu               |
| Malaysia                | Yvonne Lee                  | 23  | 1.70    | Kuala Lumpur        |
| Malta                   | Daniela Darmanin            | 21  | 1.64    | Mugiarro            |
| Martinica               | Andy Govindin               | 23  | 1.72    | Fort-de-France      |
| Mauritius               | Shalini Panchoo             | 23  | 1.75    | St Pierre           |
| Messico                 | Mariana Berumen             | 20  | 1.79    | León                |
| Mongolia                | Bayarmaa Huselbaatar        | 20  | 1.78    | Ulan Bator          |
| Montenegro              | Nikolina Lončar             | 19  | 1.81    | Pljevlja            |
| Nepal                   | Shristi Shrestha            | 23  | 1.75    | Bharatpur           |
| Nicaragua               | Lauren Lawson               | 24  | 1.70    | Granada             |
| Nigeria                 | Damiete Charles-Granville   | 23  | 1.75    | Port Harcourt       |
| Norvegia                | Karoline Olsen              | 21  | 1.69    | Klo                 |
| Nuova Zelanda           | Collette Lochore            | 18  | 1.82    | Auckland            |
| Paesi Bassi             | Nathalie den Dekker         | 22  | 1.68    | Amsterdam           |
| Panama                  | Maricely González           | 24  | 1.70    | Panama              |
| Paraguay                | Fiorella Migliore           | 23  | 1.71    | Asunción            |
| Perù                    | Giuliana Zevallos           | 23  | 1.80    | Lima                |
| Polonia                 | Weronika Szmajdzińska       | 18  | 1.75    | Stettino            |
| Porto Rico              | Janelee Chaparro            | 20  | 1.70    | Barceloneta         |
| Portogallo              | Melanie Vicente             | 21  | 1.70    | Torres Vedras       |
| Rep. Ceca               | Linda Bartošová             | 19  | 1.71    | Vraclav             |
| Rep. Dominicana         | Sally Aponte Tejada         | 21  | 1.73    | Salcedo             |
| Russia                  | Elizaveta Golovanova        | 19  | 1.78    | Safonovo            |
| Saint Kitts e Nevis     | Markysa O'Loughlin          | 20  | 1.68    | Basseterre          |
| Scozia                  | Nicole Treacy               | 23  | 1.73    | Paisley             |
| Serbia                  | Bojana Lečić                | 22  | 1.82    | Nova Varoš          |
| Seychelles              | Sherlyn Ferneau             | 21  | 1.79    | Victoria            |
| Sierra Leone            | Vanessa Williams            | 22  | 1.68    | Freetown            |
| Singapore               | Karisa Sukamto              | 19  | 1.60    | Singapore           |
| Slovacchia              | Kristína Krajčírová         | 20  | 1.78    | Bratislava          |
| Slovenia                | Nives Orešnik               | 20  | 1.73    | Maribor             |
| Spagna                  | Aránzazu Estévez            | 23  | 1.81    | Las Palmas          |
| Sri Lanka               | Sumudu Prasadini            | 23  | 1.78    | Kurunegala          |
| Stati Uniti             | Claudine Book               | 20  | 1.73    | Malibù              |
| Sudafrica               | Remona Moodley              | 23  | 1.72    | Città del Capo      |
| Sudan del Sud           | Atong Demach                | 24  | 1.80    | Giuba               |
| Suriname                | Stefanie Grace Gentle       | 22  | 1.73    | Nieuw Nickerie      |
| Svezia                  | Sanna Jinnedal              | 19  | 1.80    | Borås               |
| Tanzania                | Lisa Jensen                 | 24  | 1.80    | Dar es Salaam       |
| Thailandia              | Vanessa Herrmann            | 21  | 1.74    | Phuket              |
| Trinidad e Tobago       | Athaliah Samuel             | 24  | 1.78    | Port of Spain       |
| Turchia                 | Açalya Samyeli Danoğlu      | 20  | 1.85    | Istanbul            |
| Ucraina                 | Karina Zhyronkina           | 20  | 1.77    | Charkiv             |
| Uganda                  | Phiona Bizzu                | 19  | 1.73    | Lira                |
| Ungheria                | Tamara Cserháti             | 20  | 1.68    | Győr                |
| Uruguay                 | Valentina Henderson         | 18  | 1.79    | Salto               |
| Venezuela               | Gabriella Ferrari           | 21  | 1.76    | Valencia            |
| Vietnam                 | Vũ Thị Hoàng My             | 23  | 1.73    | Đồng Nai            |
| Zambia                  | Bongani Dlakama             | 24  | 1.74    | Bulawayo            |

### Debutti
- Gabon
- Guinea Equatoriale
- Sudan del Sud

### Ritorni
- Ultima partecipazione nel 2004:
  -  Figi
- Ultima partecipazione nel 2008:
  -  Seychelles
- Ultima partecipazione nel 2010:
  -  Angola
  -  Etiopia
  -  Guyana
  -  Macao
  -  Malawi
  -  Saint Kitts e Nevis
  -  Suriname

### Ritiri
- Egitto
- Ghana
- Isole Cayman
- Kirghizistan
- Liberia
- Moldavia
- Namibia
- Romania
- Saint-Barthélemy

### Crossover
Miss Universo
- 2010:  Perù - Giuliana Zevallos
- 2011:  Montenegro - Nikolina Lončar (Miss Congeniality)
- 2011:  Vietnam - Vũ Thị Hoàng My
- 2012:  Belgio - Laura Beyne
- 2012:  Francia - Delphine Wespiser
- 2012:  Gabon - Marie-Noëlle Ada
- 2012:  Russia - Elizaveta Golovanova

Miss International
- 2008:  Australia - Jessica Kahawaty (Top 12) Libano
- 2010:  Grecia - Maria Tsagkaraki
- 2011:  Macao - Winnie Sin
- 2012:  Etiopia - Melkam Endale

Miss Terra
- 2008:  Perù - Giuliana Zevallos
- 2010:  Sudan del Sud - Atong De Mach

Miss Chinese International
- 2012:  Hong Kong - Kelly Cheung (Vincitrice)

Miss Supranational
- 2010:  Paesi Bassi - Nathalie den Dekker
- 2011:  Bonaire - Ana Gisel Maciel

Miss Intercontinental
- 2009:  Etiopia - Melkam Endale
- 2009:  Martinica - Andy Govindin (Top 12)

Miss Tourism International
- 2010:  Paesi Bassi - Nathalie den Dekker (Vincitrice)
- 2010:  Panama - Maricely González (Top 20)

Miss Continente Americano
- 2010:  Perù - Giuliana Zevallos (Vincitrice)

Reinado Internacional del Café
- 2010:  Brasile - Mariana Notarangelo (Vincitrice)
- 2012:  Venezuela - Gabriella Ferrari (2ª classificata)

Nuestra Belleza Latina
- 2010:  Panama - Maricely González (Top 20)

Miss Global Beauty Queen
- 2011:  Brasile - Mariana Notarangelo (Vincitrice)

Miss Italia nel mondo
- 2008:  Paraguay - Fiorella Migliore (Vincitrice)

Britain's Next Top Model
- 2010:  Inghilterra - Charlotte Holmes (4ª classificata)

Miss América Latina
- 2011:  Portogallo - Melanie Vicente (Top 12)

Miss Caraibes Hibiscus
- 2009:  Brasile - Mariana Notarangelo (2ª classificata)

## Trasmissioni internazionali
Informazioni tratte da:
 Afghanistan: Star World

 Angola: TPA	

 Anguilla: Direct TV

 Antigua e Barbuda: Direct TV

 Argentina: Direct Tv

 Armenia: Armenia TV

 Aruba: Direct TV	

 Australia: FOXTEL-E!

 Bahamas: ZNS

 Bangladesh: SRK showtime

 Barbados: Direct TV

 Belgio: STAR!

 Belize: Channel 5

 Bermuda: Direct TV

 Bielorussia: ONT

 Birmania: Star World

 Bolivia: Unitel

 Bonaire: Direct TV

 Bosnia ed Erzegovina: RTRS, FTV

 Botswana: BTV

 Brasile: UOL

 Brunei: Star World

 Cambogia: Star World

 Canada: E!

 Cile: Canal 13

 Cina: CCTV 2

 Cipro: Sigma TV

 Colombia: Canal 1

 Corea del Sud: T Cast

 Curaçao : TDS

 Danimarca: STAR!

 Dominica: Direct TV

 Ecuador: Direct Tv

 Egitto: Dalycartoon

 El Salvador: Canal 2

 Estonia: STAR!

 eSwatini: Swazi TV

 Figi: FBC

 Filippine: TV5, Star World

 Finlandia: STAR!

 Francia: Paris Première

 Galles: DRG TV

 Georgia: Telemedia

 Germania: E!

 Ghana: GBC

 Giamaica: TVJ

 Giappone: Star World

 Grenada: Direct TV

 Guadalupa: Paris Première

 Guam: Canal 11

 Haiti: Direct TV

 Hong Kong: Star World

 India: Zee Cafe

 Indonesia: RCTI

 Inghilterra: DRG Tv

 Iran: Manoto1

 Irlanda: E! Entertainment

 Irlanda del Nord: DRG Tv

 Islanda: STAR!

 Isole Cayman: Direct TV

Isole del Pacifico: Star World

 Isole Salomone: Star World

 Isole Vergini Americane: Direct TV

 Isole Vergini Britanniche: Direct TV

 Italia: E!

 Kenya: Royal Media Services Ltd

 Laos: Star World

 Lettonia: STAR!

 Libano: LBC

 Lituania: Lietuvos rytas TV

 Lussemburgo: STAR!

 Macao: Star World

 Macedonia: Sitel

 Maldive: Star World

 Malaysia: Star World

 Martinica: Paris Première

 Mauritius: MBC

 Messico: Galavision

 Micronesia: Star World

 Mongolia: UBS TV

 Montserrat: Direct TV

 Mozambico: STV

 Namibia: NBC

 Nauru: Star World

 Nicaragua: Canal 2

 Nigeria: Silverbird

 Norvegia: STAR!

 Nuova Caledonia: Star World

 Nuova Zelanda: TV2

 Paesi Bassi: STAR!

 Palau: Star World

 Panama: Telemetro

 Papua Nuova Guinea: Star World

 Paraguay: La Tele

 Perù: Direct Tv

 Polonia: Polsat

 Porto Rico: Puerto Rico TV

 Portogallo: Sic Internacional

 Rep. Dominicana: Direct TV

 Russia: SABC 3

 Russia: Star World

 Saba: Direct TV

 Saint Kitts e Nevis: Direct TV

 Saint Vincent e Grenadine: Direct TV

 Saint Lucia: Direct TV

 Scozia: DRG Tv

 Seychelles: SBC

 Singapore: MediaCorp Channel 5

 Sint Eustatius: Direct TV

 Sint Maarten - Ifelola Badejo: Direct TV

 Spagna: Mediaset Espana

 Stati Uniti: E! Entertainment, Xbox Live (via Xfinity video on demand application)

 Svezia: STAR!

 Taiwan: Star World

 Thailandia: Channel 3

 Trinidad e Tobago: CTV

 Turchia: CNBC-e

 Turks e Caicos: Direct TV

 Uruguay: Direct Tv

 Vanuatu: Star World

 Venezuela: Venevisión

 Vietnam: VTV 6

 Zambia: ZNBC

 Zimbabwe: ZBC